# Terrytown (Nebraska)
Terrytown es una ciudad ubicada en el condado de Scotts Bluff en el estado estadounidense de Nebraska. En el Censo de 2010 tenía una población de 1198 habitantes y una densidad poblacional de 811,49 personas por km².

## Geografía
Terrytown se encuentra ubicada en las coordenadas 41°50′50″N 103°40′14″O / 41.84722, -103.67056. Según la Oficina del Censo de los Estados Unidos, Terrytown tiene una superficie total de 1.48 km², de la cual 1.37 km² corresponden a tierra firme y (7.02%) 0.1 km² es agua.

## Demografía
Según el censo de 2010, había 1198 personas residiendo en Terrytown. La densidad de población era de 811,49 hab./km². De los 1198 habitantes, Terrytown estaba compuesto por el 74.29% blancos, el 0.42% eran afroamericanos, el 4.26% eran amerindios, el 0.92% eran asiáticos, el 0% eran isleños del Pacífico, el 17.36% eran de otras razas y el 2.75% pertenecían a dos o más razas. Del total de la población el 42.15% eran hispanos o latinos de cualquier raza.